# ブレンネンダー・ベルク

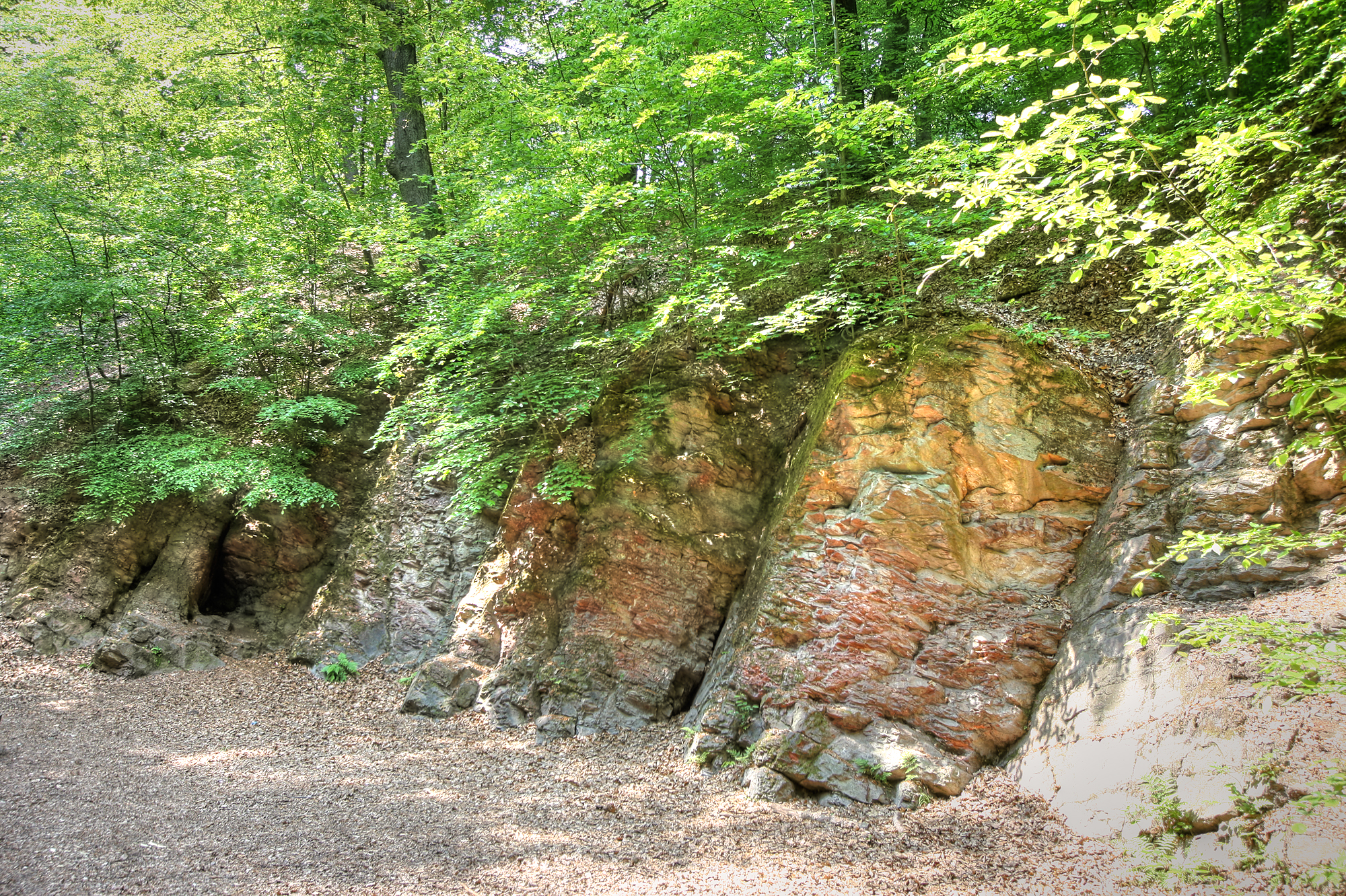
ブレンネンダー・ベルク

ブレンネンダー・ベルク（Brennender Berg、「燃える山」）は、ドイツ・ザールラントのドゥットヴァイラーとズルツバッハ＝ノイヴァイラーの間にある、深く狭い渓谷の天然記念物。ここでは1688年に炭層火災が発生し、現在もくすぶり続けている。

## 歴史
現在も火災の正確な原因は分かっていないが、おそらくは圧力と分解作用による自然発火と考えられている。伝承によると、羊飼いが木の切り株に火を点けたところ根まで延焼し、地下の炭層に達したのだという。一度は水で消火を試みたが、成功しなかった。炎を噴き出しはしないものの、赤熱が発生している。かつては、岩の割れ目からこの赤熱を見ることができ、かなりの煙が噴出していた。18世紀の終わりには、この火災は弱まり始めていた。今も天候によっては煙が見られ、少なくともある一つの岩の割れ目からは温風の吹き出しがある。

## 観光
ブレンネンダー・ベルクはこの地域の観光名所の一つとなっており、遠足や修学旅行でよく訪れる場所である。ドゥットヴァイラーのノイヴァイラー通りの端にある駐車場から行くのが便利である。ゲーテも1770年にここを訪れ、記念碑にその事が記されている。のちにゲーテは回想して次のように書いた。

## 関連文献
- （ドイツ語） Johann Wolfgang von Goethe: Dichtung und Wahrheit. Zweiter Teil. Zehntes Buch. 1812. (Internetfundstelle)
- （ドイツ語） Martin Schuto: Neue Wirtschaftszweige — Alaunhütten, Kokserzeugung, Sudhaus. In: 1000 Jahre Dudweiler 977–1977. Saarbrücker Zeitung Verlag. Saarbrücken 1977. S. 228–233.
- （ドイツ語） Karl Heinz Ruth: Die Alaungewinnung am Brennenden Berg. In: Historische Beiträge aus der Arbeit der Dudweiler Geschichtswerkstatt. Band 5. Saarbrücken 1988, S. 1–17.